# Zofia ze Sprowy Odrowążówna
Zofia ze Sprowy Odrowążówna 1º voto Tarnowska, 2º voto Kostkowa (około 1540 – 9 lipca 1580) – polska szlachcianka herbu Odrowąż, jedyna córka kasztelana lwowskiego, wojewody podolskiego i ruskiego Stanisława Odrowąża i Anny, ostatniej księżnej mazowieckiej z dynastii Piastów, kasztelanowa wojnicka i starościna sandomierska.
Niedługo przed 9 listopada 1555 została żoną kasztelana wojnickiego Jana Krzysztofa Tarnowskiego (1537–1567). Po jego śmierci pod koniec 1574 poślubiła kasztelana gdańskiego i wojewodę sandomierskiego Jana Kostkę. Z Janem Kostką miała troje dzieci:
- Annę Ostrogską (1575-1635),
- Katarzynę Sieniawską (1576-1647),
- Magdalenę (ok. 1579-1580)[3].